# Waldsberg (Rattenkirchen)
Waldsberg ist ein Ortsteil in der Gemeinde Rattenkirchen im oberbayerischen Landkreis Mühldorf am Inn.

## Lage
Der Weiler Waldsberg besteht aus drei Gehöften. Diese liegen 1 Kilometer südwestlich von Rattenkirchen und in der Luftlinie 1,8 Kilometer südlich der Bundesautobahn A 94, von deren Ausfahrt 17 (Heldenstein) es sich auf einer 6 km langen Fahrt erreichen lässt.

## Baudenkmäler
Das Gebäude Waldsberg 2 ist in die Liste der Baudenkmäler in Rattenkirchen eingetragen. Bei dem Wohnstallhaus eines ehemaligen Vierseithofes handelt es sich um einen	zweigeschossigen Flachsatteldachbau mit Kniestock, Putzgliederung und Bundwerk am Wirtschaftsteil aus der Mitte des 19. Jahrhunderts.

## Dorf- und Bevölkerungsentwicklung

Waldsberg 2

Im Weiler Waldsberg lebten 1861 insgesamt 17 Einwohner in 14 Gebäuden. Um 1950 lebten dort in der Nachkriegszeit des Zweiten Weltkriegs 26 Einwohner. Im Mai 1987 gab es in der Einöde neun Einwohner in drei Wohngebäuden.
| Jahr      | 1861 | 1871 | 1925 | 1950 | 1970 | 1987 |
| Einwohner | 17   | 28   | 26   | 24   | 8    | 9    |